# Iri
iri（日语：／*/?，1994年3月15日—）是日本創作歌手，神奈川縣逗子市出身。

## 經歷
高中時立志音樂之路後開始練習唱歌。讀大學時拿了母親的原聲吉他開始自學彈唱，同時期開始在爵士酒吧老店打工，並以酒吧兼職為機緣展開了音樂活動。演出主要與爵士樂團合作。2014年時應徵了雜誌「NYLON JAPAN」與「Sony Music」共同合辦的『JAM』選秀活動，獲得「音樂表演項目」大獎。2015年前往紐約留學。2016年受邀擔任美國歌手Donavon Frankenreiter日本公演的開場嘉賓，以此為契機出席各大國際音樂祭「RISING SUN ROCK FESTIVAL 2016 in EZO」「OCEAN PEOPLES 2016」「SUMMER SONIC 2016」，同2016年大學畢業後，簽入勝利娛樂唱片公司旗下的Colourful廠牌正式出道。除了受邀參與海內外音樂祭活動外，也與其他音樂藝人合作歌曲，並為團體寫歌。

## 人物
音樂風格受到嘻哈、Bossa Nova與Jazz的影響，歌詞有者饒舌感的詩性與訊息感特徵。歌曲創作大多習慣歌詞與旋律同時進行，一邊哼唱歌詞一邊使用吉他或MIDI琴鍵譜出旋律、節奏的方式來完成歌曲，之後再與其他音樂製作人共同進行音軌編曲工作。除了包攬自身專輯全詞曲創作外，也參與構思專輯封面、MV的概念設計。

受影響最深的歌手為七尾旅人、Alicia Keys。

## 評價
- 演員松重豐曾表達對iri音樂作品跟歌聲的喜愛，並邀請上自身的電台節目對談[8]。
- Sexy Zone成員菊池風磨在電台節目『らじらー! サタデー』上表示自己愛聽iri的歌、並在Sexy Zone第六張專輯『PAGES』邀請她供曲[9]。
- 音樂人野田洋次郎對iri獨特的低音歌喉的高評價，邀請她參與專輯曲『Tokyo feat.iri』一同合唱[10][11]。

## 音樂作品

### 專輯
| 張數 | 發售日期      | 專輯名稱  | 規格編號                                                                                 | 最高排名 |
| ---- | ------------- | --------- | ---------------------------------------------------------------------------------------- | -------- |
| 1st  | 2016年10月6日 | Groove it | VICL-64655（通常盤CD） JSLP-097（限定盤LP）                                              | 187      |
| 2nd  | 2018年2月28日 | Juice     | VIZL-1310（初回限定盤CD+DVD） VICL-64926（通常盤）                                       | 51       |
| 3rd  | 2019年3月6日  | Shade     | VIZL-1537（完全生産限定盤CD+Tシャツ） VIZL-1538（初回限定盤CD+DVD） VICL-65134（通常盤） | 32       |
| 4th  | 2020年3月25日 | Sparkle   | VIZL-1751（初回限定盤CD+DVD） VICL-65352（通常盤）                                       | 39       |
| 5th  | 2022年2月23日 | neon      | VIZL-2011（初回限定盤2CD） VICL-65662（通常盤）                                          | 40       |

### EP
| 張數 | 發售日期       | 專輯名稱     | 規格編號                                           | 最高排名 |
| ---- | -------------- | ------------ | -------------------------------------------------- | -------- |
| 1st  | 2017年11月22日 | life ep      | VICL-64902（通常盤CD）                             | 88       |
| 2nd  | 2021年3月24日  | はじまりの日 | VIZL-1851（初回限定盤CD+DVD） VICL-65352（通常盤） | 68       |

## 提供曲
- Sexy Zone「make me bright」（作詞作曲）[13]
- Sexy Zone「Dream」（作詞作曲〡吉他伴奏〡合聲參與 ）[14]
- Sexy Zone「Cream」（作詞作曲 I 合聲參與）[15]
- 私立恵比寿中学「I'll be here」（作詞作曲 ）[16][17]
- 木村カエラ「たわいもない」（作詞作曲）[18]

## 參加作品
- I.MY.ME.「Tamanegi feat. iri」(作詞/歌唱來賓)
- 向井上陽水致敬企劃專輯-M10「東へ西へ」(歌唱來賓)
- 鈴木真海子 「じゃむ (feat. iri)」(作詞作曲/歌唱來賓)
- RADWIMPS「Tokyo feat.iri」(作詞/歌唱來賓)
- milet「jam with iri」(歌唱來賓)

## 樂曲認證

### 日本唱片協會串流播放量認證
| 樂曲       | 發售年份   | 認證級別                      | 認證時間 |
| ---------- | ---------- | ----------------------------- | -------- |
| Wonderland | 2019-03-06 | 新制白金認證(5千萬播放量以上) | 2023-04  |
| 会いたいわ | 2017-11-22 | 舊制白金認證(5千萬播放量以上) | 2021-10  |
| Wonderland | 2019-03-06 | 舊制黃金認證(3千萬播放量以上) | 2021-09  |

## 外部連結
- 官方网站
- iri的X（前Twitter）（2011年1月 - ）
  - iri staff的X（前Twitter）（2021年1月 - ）
- iri的Instagram帳戶
- iri的Facebook專頁
- YouTube上的iri頻道
- Wavy Club - 粉絲俱樂部